# 257 (číslo)
Dvě stě padesát sedm je přirozené číslo, které následuje po čísle dvě stě padesát šest a předchází číslu dvě stě padesát osm. Římskými číslicemi se zapisuje CCLVII a řeckými číslicemi σνη.

## Matematika
257 je:
- Fermatovo prvočíslo
- Nešťastné číslo
- Nepříznivé číslo

## Chemie
- 257 je nukleonové číslo třetího nejstabilnějšího izotopu fermia[1]

## Astronomie
- (257) Silesia je planetka hlavního pásu, kterou objevil v roce 1886 Johann Palisa

## Doprava
- Silnice II/257 je česká silnice II. třídy vedoucí na trase I/28 – I/15 – Bílina[2]

## Ostatní
- +257 je mezinárodní telefonní předvolba Burundi

## Roky
- 257
- 257 př. n. l.